# Special Olympics Republik Kongo
Special Olympics Republik Kongo (englisch: Special Olympics Congo) ist der Verband in der Republik Kongo von Special Olympics International, der weltweit größten Sportbewegung für Menschen mit geistiger Beeinträchtigung und Mehrfachbeeinträchtigung. Ziel ist die sportliche Förderung dieser Personengruppe und die Sensibilisierung der Gesellschaft für sie. Außerdem betreut der Verband die Athletinnen und Athleten der Republik Kongo bei den Special Olympics Wettbewerben.

## Geschichte
Special Olympics Republik Kongo wurde 2018 mit Sitz in Brazzaville gegründet.

## Aktivitäten
2016 waren 70 Athletinnen, Athleten und Unified Partner sowie 30 Trainer bei Special Olympics Republik Kongo registriert. Der Verband nahm 2019 am Programm Family Health Forum teil, das von Special Olympics International ins Leben gerufen worden war.

### Sportarten
Folgende Sportarten wurden 2019 vom Verband angeboten:
- Fußball (Special Olympics)
- Schwimmen (Special Olympics)

### Teilnahme an Weltspielen vor 2020
• 2019 Special Olympics, World Summer Games, Abu Dhabi (4 Athletinnen und Athleten)

### Teilnahme an den Special Olympics World Summer Games 2023 in Berlin
Special Olympics Republik Kongo nahm an den Special Olympics World Summer Games 2023 teil. Die Delegation wurde zusammen mit Special Olympics Hellas vor den Spielen im Rahmen des Host Town Program von Spiesen-Elversberg betreut, beide Delegationen bestanden zusammen aus 120 Personen.